# ラグビール・ヤーダヴ
ラグビール・ヤーダヴ（Raghubir Yadav、1957年6月25日 - ）は、インドのヒンディー語映画で活動する俳優。

## キャリア
1967年から1973年にかけてパーアルシー・シアター・カンパニーの劇団員としてインド各地を巡業し、俳優・歌手として2500以上のステージショーで70作品に出演した。1973年から1974年にかけてラクナウのランゴーリー人形劇団に所属して人形劇に出演し、1977年から1986年にかけて国立演劇学校の2000以上のステージショーで40作品に出演した。
その後は映画にも出演界に進出し、1985年に『Massey Sahib』で映画デビューした。出演作のうち『サラーム・ボンベイ!』『とらわれの水』『ラガーン』はアカデミー国際長編映画賞のインド代表作品に選出されており、1987年にはインド国際映画祭 男優賞を受賞した。キャリアの中で最も著名な出演作は『サラーム・ボンベイ!』であり、彼は麻薬中毒者のチラム役を演じている。2011年にはマハトマ・ガンディーを題材とした作品『ガンディー・トゥ・ヒトラー』でアドルフ・ヒトラー役を演じた。1988年に『Mungerilal Ke Haseen Sapne』でテレビドラマデビューし、1995年には『Amaravati ki Kathayein』に出演している。

## フィルモグラフィー

### 映画
- Massey Sahib（1985年）
- サラーム・ボンベイ!（1988年）
- In Which Annie Gives It Those Ones（1989年）
- Disha（1990年）
- Kasba（1991年）
- Electric Moon（1992年）
- Aasmaan Se Gira（1992年）
- Dharavi（1992年）
- Suraj Ka Satvan Ghoda（1992年）
- Kubi Matthu Iyala（1992年）
- ルダリ 悲しむもの（英語版）（1993年）
- Maya Memsaab（1993年）
- Papeeha（1993年）
- Sardar（1993年）
- Chor Aur Chand（1993年）
- 女盗賊プーラン（1994年）
- 1942・愛の物語（1994年）
- Udhaar Ki Zindagi（1994年）
- Dushmani: A Violent Love Story（1995年）
- Nirantharam（1995年）
- Khamoshi: The Musical（1996年）
- Damu（1996年）
- Rui Ka Bojh（1997年）
- Saaz（1998年）
- ディル・セ 心から（1998年）
- X-ZONE（1998年）
- Shaheed-e-Mohabbat Boota Singh（1999年）
- Samar（1999年）
- Tarkieb（2000年）
- Bawandar（2000年）
- ラガーン（2001年）
- アショカ大王（英語版）（2001年）
- Yatharth（2002年）
- Tum Se Achcha Kaun Hai（2002年）
- Kuch Tum Kaho Kuch Hum Kahein（2002年）
- Agni Varsha（2002年）
- Aanch（2003年）
- Darna Mana Hai（2003年）
- Kahan Ho Tum（2003年）
- Raasta（2003年）
- Meenaxi: A Tale of Three Cities（2004年）
- Gayab（2004年）
- Deewaar: Let's Bring Our Heroes Home（2004年）
- とらわれの水（2005年）
- Anthony Kaun Hai?（2006年）
- Aaja Nachle（2007年）
- Firaaq（2008年）
- デリー6（2009年）
- Thanks Maa（2010年）
- こちらピープリー村（英語版）（2010年）
- ガンディー・トゥ・ヒトラー（2011年）
- Yeh Khula Aasmaan（2012年）
- Aalaap（2012年）
- 8:08 Er Bongaon Local（2012年）
- Married 2 America（2012年）
- Minugurulu（2013年）
- Club 60（2013年）
- Meinu Ek Ladki Chaahiye（2014年）
- ピクー（英語版）（2015年）
- The Silence（2015年）
- Bhouri（2016年）
- Shentimental（2017年）
- ニュートン（英語版）（2017年）
- Mantostaan（2017年）
- Sui Dhaaga（2018年）
- 平方メートルの恋（英語版）（2018年）
- Ghode Ko Jalebi Khilane Le Ja Riya Hoon（2018年）
- Romeo Akbar Walter（2019年）
- Aadhaar（2019年）
- Jacqueline I Am Coming（2019年）
- Make In India（2019年）
- Ghoomketu（2020年）
- Jamun（2021年）
- Pagglait（2021年）
- Sandeep Aur Pinky Faraar（2021年）
- Chehre（2021年）
- Jaggy Ki Lalten（2022年）
- Kathal（2023年）
- Yaatris（2023年）

### ウェブシリーズ
- Panchayat（2020年）
- サタジット・レイの世界（英語版）（2021年）
- Kaun Banegi Shikharwati（2022年）
- The Great Indian Murder（2022年）
- 鉄道人:知られざるボパール1984の物語（英語版）（2023年）

## 受賞歴
| 年                     | 部門                       | 作品                   | 結果                | 出典                |
| フィルムフェアOTT賞    | フィルムフェアOTT賞        | フィルムフェアOTT賞    | フィルムフェアOTT賞 | フィルムフェアOTT賞 |
| ---------------------- | -------------------------- | ---------------------- | ------------------- | ------------------- |
| 2020年                 | コメディシリーズ助演男優賞 | 『Panchayat』          | 受賞                | [ 3 ]               |
| 2022年                 | コメディシリーズ助演男優賞 | 『Panchayat』          | 受賞                | [ 4 ]               |
| ジー・シネ・アワード   |                            |                        |                     |                     |
| 2011年                 | 助演男優賞                 | 『こちらピープリー村』 | ノミネート          | [ 5 ]               |
| 製作者組合映画賞       |                            |                        |                     |                     |
| 2011年                 | 助演男優賞                 | 『こちらピープリー村』 | ノミネート          | [ 6 ]               |
| インド国際映画祭       |                            |                        |                     |                     |
| 1987年                 | 男優賞                     | 『Massey Sahib』       | 受賞                | [ 7 ]               |
| ヴェネツィア国際映画祭 |                            |                        |                     |                     |
| 1986年                 | FIPRESCI男優賞             | 『Massey Sahib』       | 受賞                | [ 7 ]               |